# Kopli laht

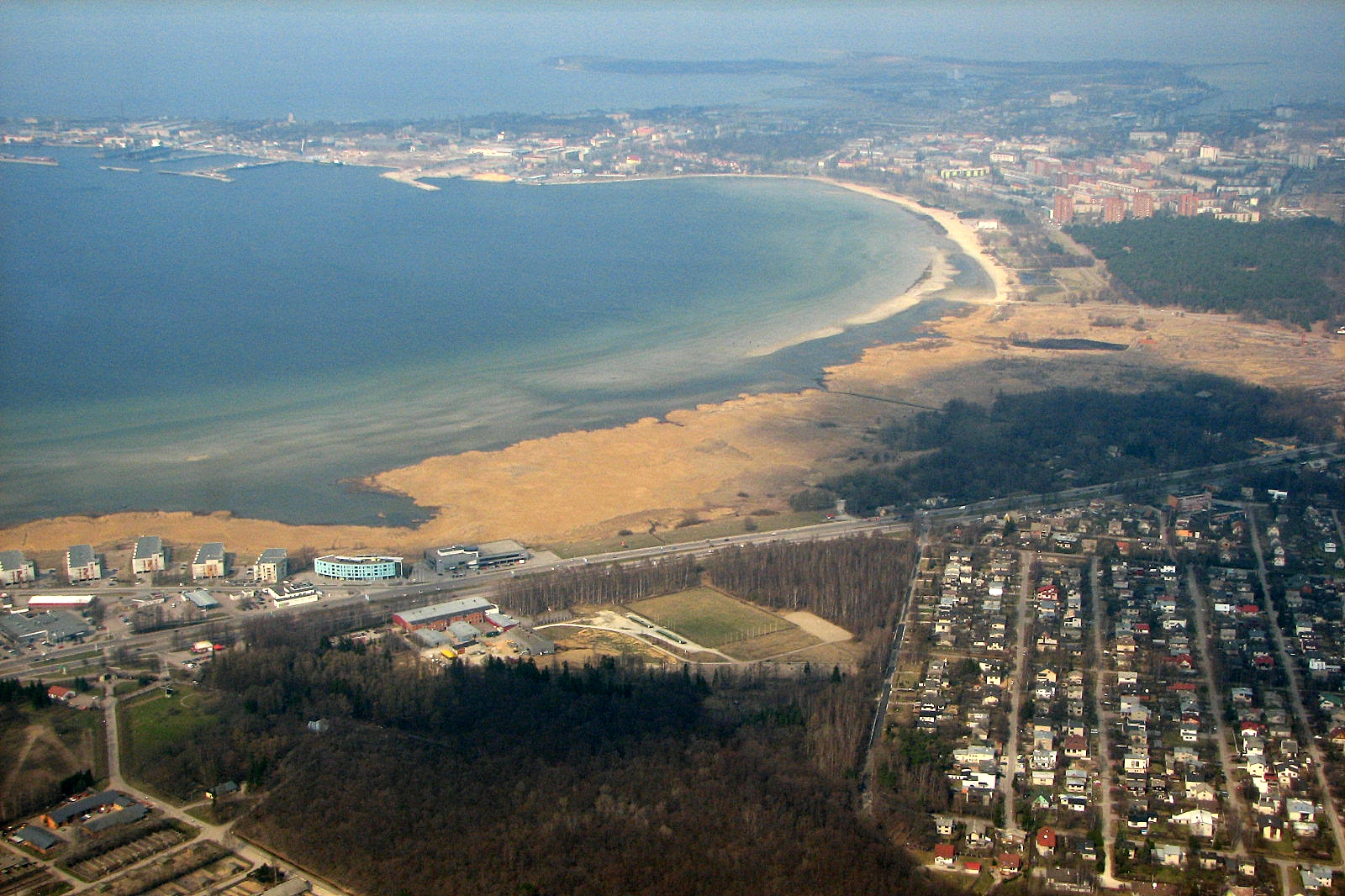
Flygfoto över Koplibukten

Kopli laht (även benämnd Telliskopli laht) är en vik i landskapet Harjumaa i norra Estland. Den ligger i huvudstaden Tallinn, cirka 7 km väster om stadens centrum. Den avgränsas i väster av halvön Kakumäe poolsaar och i öster av udden Teliskopli neem på halvön Kopli poolsaar. Kopli laht är en av Tallinnbuktens fyra inre vikar. Dess stränder är kringgärdade av hamnar och bebyggelse från stadsdistrikten Põhja-Tallinn och Haabersti.
Årsmedeltemperaturen i trakten är 4 °C. Den varmaste månaden är augusti, då medeltemperaturen är 17 °C, och den kallaste är januari, med −8 °C.